# Mohammad Ali Rajai
Mohammad-Ali Rajai (sau Mohammad Ali Rajai, în persană حسن روحانی; n. 15 iunie 1933, Qazvin, Iran – d. 30 august 1981, Teheran, Iran) a fost al doilea președinte ales al Iranului, după ce fusese prim-ministru în regimul Abolhassan Banisadr. A fost, de asemenea, timp de 5 luni (11 martie 1981 – 15 august 1981), ministru al Afacerilor Externe, deși era prim-ministru.